# Israel Ozersky
Israel Ozersky, né le 28 mars 1904 et mort en 1971, est un photographe russe.

## Biographie
Israel Ozersky, photographe de la Grande Guerre patriotique, a travaillé pour RIA Novosti.

## Galerie

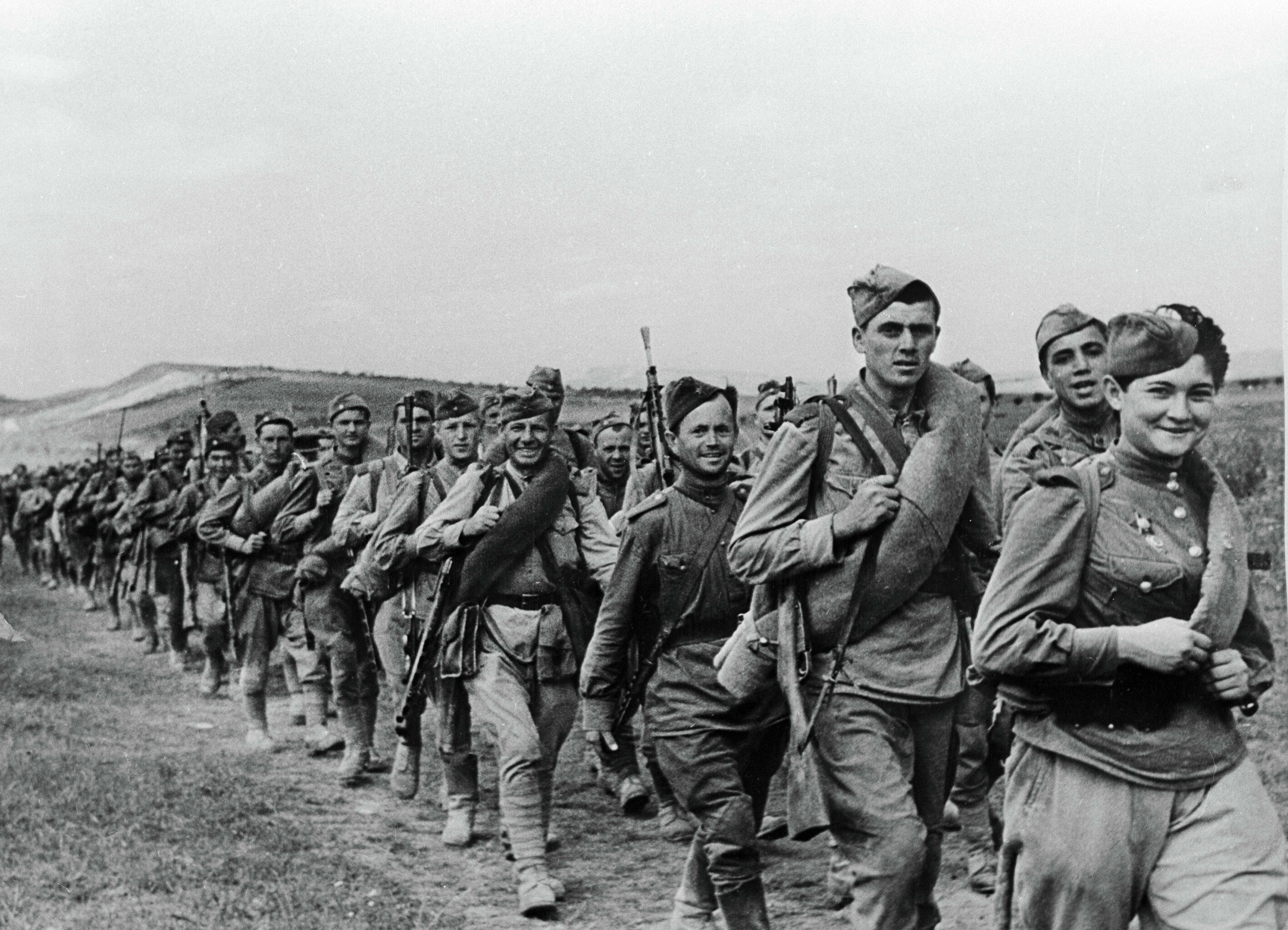
Soldats de l'Armée rouge, 1er septembre 1943.
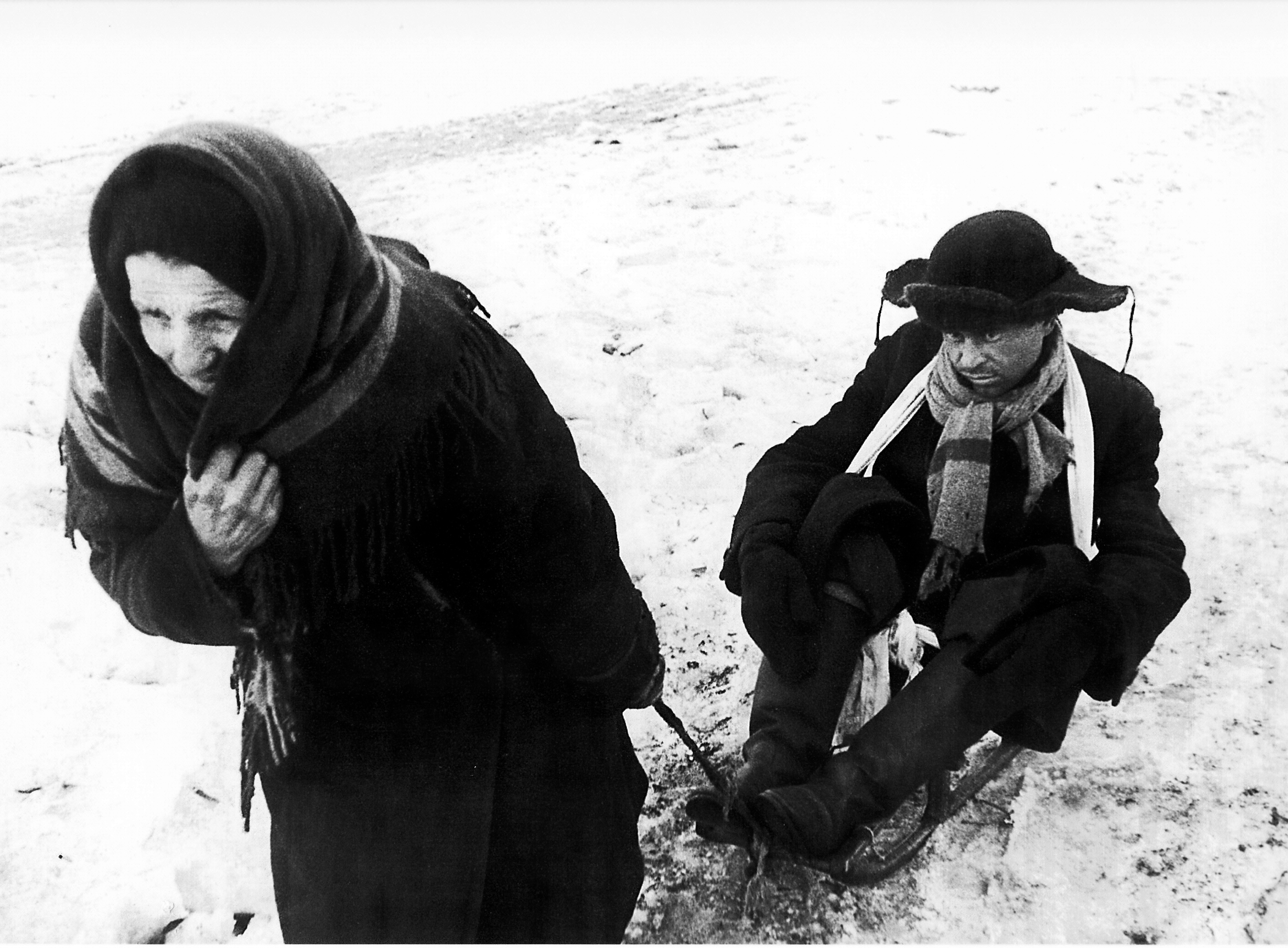
Une femme âgée traîne un homme souffrant de la faim pendant le siège de Léningrad, 7 février 1942.
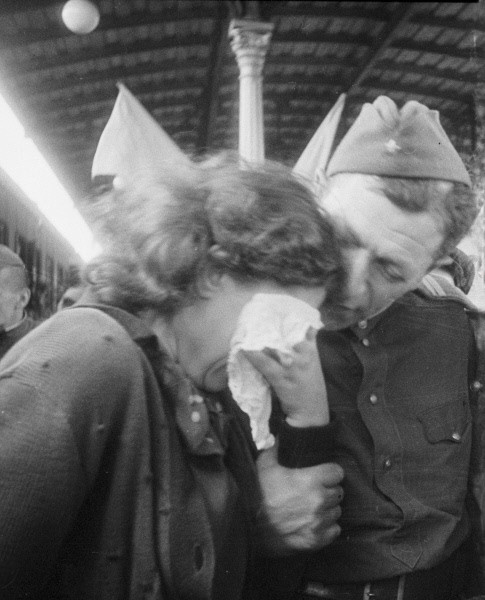
Femme pleurant de joie lors du retour d'un soldat, 1er juin 1945.